# Scream in Blue
Scream in Blue – pierwszy album koncertowy australijskiej grupy rockowej Midnight Oil. Album został wydany w 1992 roku.

## Lista utworów
1. "Scream in Blue" (Martin Rotsey, James Moginie, Peter Garrett) – Horden Pavilion, Sydney, 1990
2. "Read About It" (Robert Hirst, Moginie, Garrett) – Brisbane Entertainment Centre, 1990
3. "Dreamworld" (Moginie, Garrett, Hirst) – Brisbane Entertainment Centre, 1990
4. "Brave Faces" (Moginie, Garrett) – Capitol Theatre, Sydney, 1982
5. "Only the Strong" (Hirst, Moginie) – Capitol Theatre, Sydney, 1982
6. "Stars of Warburton" (Moginie, Garrett) – Brisbane Entertainment Centre, 1990
7. "Progress" (Moginie, Garrett) – Exxon Protest, 6th Ave, Nowy Jork, 1990
8. "Beds Are Burning" (Hirst, Moginie, Garrett) – Our Common Future Concert, Darlinghurst, 1989
9. "Sell My Soul" (Moginie, Garrett) – Brisbane Entertainment Centre, 1990
10. "Sometimes" (Moginie, Garrett, Hirst) – Our Common Future Concert, Darlinghurst, 1989
11. "Hercules" (Moginie, Garrett, Hirst) – Brisbane Entertainment Centre, 1990
12. "Powderworks" (Hirst, Moginie, Rotsey, Garrett, Andrew James) – Capitol Theatre, Sydney, 1982
13. "Burnie" (Moginie, Garrett) – (utwór dodatkowy)

## Twórcy
- Peter Garrett - wokal
- Rob Hirst - perkusja, wokal
- Jim Moginie - gitara, keyboard, wokal
- Bones Hillman - bas, wokal
- Martin Rotsey - gitara, wokal